# Parapsychologie

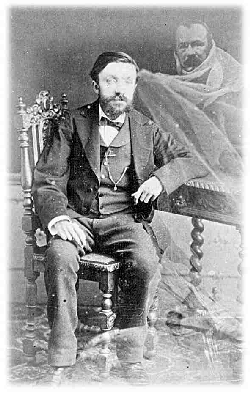
Foto's waarop naar verluidt spoken of geesten voorkwamen, waren vooral in de 19e eeuw populair.

De parapsychologie is een wetenschappelijk omstreden studiegebied dat onderzoek doet naar het bestaan en de oorzaken van psi (paranormale/parapsychische verschijnselen) en de mogelijkheid van een leven na de dood. Met psi worden de door levende wezens veroorzaakte verschijnselen bedoeld die niet verklaard kunnen worden door de natuurwetten en -krachten.
Wetenschappelijk gezien is parapsychologie omstreden. Wetenschappers beschouwen parapsychologie als pseudowetenschap. Voorstanders van onderzoek naar parapsychologie wordt verweten eindeloos met onderzoek door te gaan, hoewel er na decennia onderzoek (sinds het begin van de 20e eeuw) nog geen sluitend bewijs is geleverd voor het bestaan van paranormale vermogens.

## Terminologie
De term parapsychologie werd omstreeks 1889 bedacht door de psycholoog Max Dessoir. J.B. Rhine nam de benaming over in de jaren dertig van de 20e eeuw ter vervanging van de term 'psychisch onderzoek' (psychical research). Hiermee wilde hij benadrukken dat er een belangrijke verschuiving was ontstaan binnen hun onderzoeksgebied dat zich nu meer verliet op laboratoriumonderzoek en wetenschappelijke methoden. Het woord 'parapsychologie' zelf komt oorspronkelijk uit het Grieks: παρά (para) dat "aan de zijde van" betekent en psychologie. Parapsychologen noemen de psychische verschijnselen die zij willen onderzoeken 'psi'.

## Onderzoeksgebieden
Parapsychologen bestuderen een aantal zogenaamde paranormale fenomenen, waaronder de volgende:
- Telepathie: betreft de overdracht van informatie door middel van gedachten of gevoelens tussen individuen zonder 'bemiddeling' van de vijf klassieke zintuigen.
- Proscopie: perceptie en voorkennis (precognitie) van gebeurtenissen in de toekomst nog voor ze hebben plaatsgevonden.
- Helderziendheid: het verkrijgen van informatie over plaatsen en gebeurtenissen op een manier die niet door de huidige wetenschap kan worden verklaard.
- Telekinese/Psychokinese: het vermogen van de menselijke geest om materie, tijd, ruimte of energie te beïnvloeden op een manier die niet door de huidige wetenschap kan worden verklaard.
- Reïncarnatie: de wedergeboorte van de ziel of een ander niet-lichamelijk aspect van het menselijke bewustzijn in een nieuw fysiek lichaam na de dood.
- Spoken: studie van fenomenen die vaak worden toegeschreven aan spoken, vaak op plaatsen waar een gestorven individu heeft verbleven of die verbonden zijn met diens bezittingen.

## Methodologie
Parapsychologen maken gebruik van een heel scala aan methoden bij de studie van fenomenen die mogelijk als paranormaal kunnen worden gekwalificeerd. Deze methoden omvatten kwalitatieve benaderingen zoals deze in de traditionele psychologie worden aangewend, alsook kwantitatieve empirische methodologieën. Een controversiëlere onderzoeksmethode maakt gebruik van zogenaamde meta-analyse bij het onderzoek van de statistische bewijzen voor psi.
Parapsychologie, vallend onder de parawetenschappen, doet dus onderzoek naar het bestaan van deze psychische fenomenen en tracht de verschijnselen binnen een consistent wetenschappelijk kader te brengen en zodoende een theorie te vormen. Dat kan er volgens parapsychologen toe leiden dat de verschijnselen op termijn niet meer als bovennatuurlijk worden aangemerkt of dat een paradigmaverschuiving plaatsvindt waarbij de huidige wetenschapsbeoefening en methode in vraag wordt gesteld en indien nodig vervangen wordt door een nieuwe wetenschappelijke theorie. Wetenschappers uit andere disciplines blijven echter sceptisch over de resultaten van het parapsychologisch onderzoek en noemen de manier waarop sommige parapsychologen te werk gaan pseudowetenschappelijk.

## Geschiedenis
Oorspronkelijk vormden bovennatuurlijke verschijnselen die in talloze grote en kleine godsdiensten en culturen door alle eeuwen heen een belangrijke rol hebben gespeeld de aanleiding tot en de inhoud van de vroege parapsychologie. Volgelingen van moderne religieuze leiders en in het verleden de volgelingen van stichters van de wereldgodsdiensten zoals Mozes, Boeddha, Jezus en Mohammed claimen dat deze stichters bovennatuurlijke krachten hadden en wonderdaden deden.
Ook zijn er de claims van moderne, al of niet religieuze, wonderdoeners, zoals goeroes, tovenaars, heksen, yogi's, gebedsgenezers, newagevolgelingen omtrent verschijnselen als gedachtelezen (telepathie) en beïnvloeding van de materie (telekinese) door gebed, bezweringen of meditatie. Het betreft (paranormale) verschijnselen, die zich niet houden aan het fundamentele causaliteitsprincipe. Deze verschijnselen zijn in het veld meestal niet te onderzoeken onder gecontroleerde omstandigheden en de resultaten zijn vaak niet eenduidig interpreteerbaar.
De moderne parapsychologie heeft zich dan ook vooral ontwikkeld in het laboratorium. De grondlegger van de Nederlandse psychologie, hoogleraar Gerard Heymans, was aan het begin van de 20e eeuw een van de eersten die paranormale verschijnselen in zijn laboratorium onderzocht onder gecontroleerde condities. Hij verkreeg statistisch gezien zeer overtuigende resultaten, maar zijn belangrijkste proefpersoon, een wiskundestudent van Dam, 'verloor' zijn vermogens zodat onafhankelijke replicatie van zijn resultaten niet mogelijk was. Heymans was ook de eerste voorzitter van de Studievereniging voor Psychical Research opgericht in 1919.
Replicatie is hét grote probleem in de parapsychologie zodat consensusvorming rond de resultaten van de parapsychologie nog steeds uitblijft. Wel is er consensus over de onderwerpen die de parapsychologie bestudeert. Het gaat dan over de al genoemde telepathie, en telekinese (ook wel psychokinese of 'mind over matter' genoemd). Daarnaast worden ook helderziendheid en precognitie (bijvoorbeeld voorspellende dromen) bestudeerd. Over andere claims van veel religies, het bestaan van god(en), geesten, engelen e.d. reïncarnatie, hemel en hel en een leven na de dood, is al helemaal slecht voorstelbaar hoe daarnaar degelijk wetenschappelijk onderzoek is te doen, en vaak onthouden parapsychologen zich dan ook van uitspraken over deze terreinen.

## Studiemogelijkheden
Er zijn talloze stichtingen, verenigingen en andere organisaties, veelal gelieerd aan min of meer esoterische of religieuze stromingen, die zich met paranormale verschijnselen bezighouden. Deze organisaties geven geen wetenschappelijk onderbouwde antwoorden op diverse vragen over deze verschijnselen.
- Aan de Universiteit van Edinburgh verzorgt de Koestler Parapsychology Unit[3] als enige in de wereld universitair onderwijs en onderzoek in parapsychologie en de mogelijkheid om te promoveren op een parapsychologisch onderwerp. Deze bijzondere leerstoel werd in 1983 ingesteld met financiering uit een omstreden legaat na de zelfmoord van de schrijver Arthur Koestler.

- Aan de toenmalige Rijksuniversiteit Utrecht heeft vanaf 1953 een door de Studievereniging voor Psychical Research (SPR) ingestelde bijzondere leerstoel Parapsychologie bestaan. Pioniers van de parapsychologie in Nederland waren Wilhelm Tenhaeff, Henri van Praag, en Dick Bierman, die deze – per 1 februari 2007 opgeheven – leerstoel in Utrecht bekleedden.

- Aan de Universiteit van Humanistiek te Utrecht, waarnaar in 2007 deze leerstoel werd overgeheveld. Dick Bierman werd in 2009 opgevolgd door de Duitse psycholoog Stefan Schmidt, in wie de parapsychologie in Nederland van 2009 tot 2011 haar laatste hoogleraar kende.

## Niet bestaand
Er heerst brede consensus in de wetenschap dat paranormale fenomenen of gaven niet bestaan. De voornaamste redenen daarvoor zijn:
- het uitblijven van overtuigende resultaten in de parapsychologie na bijna een eeuw onderzoek;
- de vooruitgang in de neurologie, de psychofysica en de psychologie: naarmate de kennis over de menselijke cognitieve vermogens vordert, vindt de wetenschap steeds betere verklaringen voor fenomenen die mensen geneigd zijn te interpreteren of te duiden als paranormaal;

De algemene kritiek op de parapsychologie is dat haar laboratoriumonderzoek niet repliceerbaar is. Sommige onderzoekers zijn het daarmee niet eens en wijzen op de zeer significante meta-analyses (bijvoorbeeld de meta-analyse over presentiment). Ook binnen het vakgebied zijn theoretische ontwikkelingen die suggereren dat de verschijnselen intrinsiek niet repliceerbaar zouden zijn vanwege het retrocausale karakter.
De experimentele parapsychologie hanteert weliswaar algemeen aanvaarde wetenschappelijke methoden maar volgens sceptici behoort ze niet tot de wetenschap: de parapsychologie verhoudt zich tot de psychologie zoals de metafysica tot de fysica. Niettemin is de Parapsychological Association (de beroepsvereniging van onderzoekers op dit terrein) een onderdeel van de wetenschappelijke overkoepelend beroepsorganisatie AAAS (American Association for the Advancement of Science).

## Resultaten
Vanaf de jaren 1930 werkten de parapsychologische onderzoekers veel met statistische methoden, waarbij zich soms een statistisch significant resultaat voordeed op het gebied van telepathie. Dit bleek niet het geval voor andere onderwerpen zoals telekinese. Opvallend is dat naarmate er meer verfijnd onderzoek wordt verricht, de resultaten minder opmerkelijk worden en zelfs niet-significant. Bij een werkelijk bestaand effect zouden de resultaten minstens moeten aanhouden, ongeacht de strengheid en mate van controle waaronder de proeven plaatsvinden.

### Parapsychologie in Nederland
- Society voor Psychical Research - Nederland
- Nieuwsbrief Experimentele Parapsychologie

### Parapsychologie internationaal
- Koestler Parapsychology Unit, Universiteit van Edinburgh

### Tijdschrift
- European Journal of Parapsychology

### Sceptici
- Skepp.be: 75 jaar parapsychologie in Nederland: reden tot hoop?
- Skepsis.nl: Gissen in het Ganzfeld – het noodlot van de parapsychologie